# アヴェルヌス湖
アヴェルヌス湖（アヴェルヌスこ、イタリア語: Lago d'Averno, 英語: Lake Avernus）は、南イタリアのカンパニア地方、ポッツォリの北西約4kmの地点にある火口湖。フレグレイ平野という火山性平野の近くにあり、カンパニア火山弧の一部である。円に近い形をしており、周囲長約2km、水深約60m。
アヴェルヌス湖を冥府の入り口と考えていた古代ローマ人にとって重大な湖であった。その上を飛んだ鳥が瘴気に当てられて墜死したという俗信があり、ギリシャ語で「鳥がいない」という意味を持つ 'aornos' からとってこの名前がつけられた。ローマ時代の著述家たちは地底世界の暗喩としてアヴェルヌスという言葉を用いていることがよくある。ウェルギリウスの叙事詩『アエネーイス』において、主人公アイネイアースはこの湖の近くにあった洞穴を抜けて地底世界に降り立った。
この湖が死をもたらすという風評が事実に即したものかどうかは判然としない。現在では鳥が死ぬようなことはないが、火山活動によって致死性のガスが発生していた可能性は否定できない。1986年に火山ガス災害を起こしたカメルーンのニオス湖の悲劇的な例もあるように、活火山の火山湖はきわめて危険な場所である。
アヴェルヌス湖には危険という言われがあったにもかかわらず、ローマ人たちは好んでその湖岸に居を構え、村々は葡萄の栽培で栄えた。湖の化身である「デウス・アヴェルヌス」が湖のそばの複数の神殿に祀られ、東湖岸には大規模な浴場が建設された。
紀元前37年、ローマの将軍マルクス・ウィプサニウス・アグリッパは、この湖を海軍基地に作り変え、ユリウス・カエサルにちなんでイリウス港と名づけた。近くの湖まで運河を掘り、そこから海に出ることができるようになったのである。陸上からはコッシオの洞窟として知られる戦車が通れる幅を確保した全長1kmの地下通路によってギリシャの植民地クーマエとの往来ができるようになった。この通路は世界初の大規模なトンネルであり、1940年代までは利用できる状態で残っていた。